# 미카사촌 (후쿠오카현)
미카사촌(일본어: 御笠村)은 일본 후쿠오카현 지쿠시군에 설치되었던 촌이다. 1955년 3월 1일 후쓰카이치정·야마구치촌·지쿠시촌·야마가촌 등 5개 정·촌과 함께 합병되어 지쿠시노정이 신설되면서 폐지되었다.